# Het betoverende boek
Het betoverende boek is een stripverhaal uit de reeks van Suske en Wiske. Het werd in albumvorm uitgegeven op 1 maart 2019.

## Personages
- Suske, Wiske, tante Sidonia, Lambik, Jerom, tovenaar, Vetten, Mageren, sjamaan, ober, diverse mensen

## Locaties
- België, boekenwinkel, huis van tante Sidonia, Willy's World, Amoras, oertijd, Engeland, hotel

## Het verhaal
Tante Sidonia haalt bij de boekenwinkel een wit boek zonder cover. Het verhaal gaat over Lafania en Faro. Suske en Wiske ontdekken even later dat tante Sidonia verdwenen is. Suske en Wiske gaan naar de boekwinkel, omdat ze denken dat tante Sidonia daar zoekt naar de laatste pagina, mar ze treffen haar hier niet aan. Een geheimzinnige figuur probeert hun zoektocht te beëindigen. 
Wiske besluit zelf het boek te lezen. Ze leest over Lowiesa en haar broer. Lowiesa gaat alleen naar Willy's World en ze ontmoet Nieke. Ze hebben een leuke dag, maar Lowiesa drijft haar zin te veel door en Nieke verdwijnt. Lowiesa leest een boodschap van Nieke, maar de laatste pagina van het boek ontbreekt. Wiske weet nu niet hoe het verhaal eindigt.
Suske en Wiske besluiten in Willy's World tante Sidonia te zoeken. Ze zien een affiche met een afbeelding van haar, er staat bij geschreven dat de spoken de waarheid vertellen. Suske en Wiske gaan dan het spookhuis in, dit is echter gesloten. Opnieuw probeert een geheimzinnige figuur hun zoektocht te stoppen. Suske en Wiske gaan naar huis en Suske besluit ook het boek te lezen. Hij heeft echter een heel ander verhaal en leest over Frans op het eiland Amoras en de Mageren en de Vetten. Frans heeft ruzie met de Vetten en wordt geholpen door een tovenaar. Hij krijgt een toverdrank en moet in ruil iedereen gelukkig maken. Frans beëindigt de oorlog tussen de Vetten en de Mageren, maar op termijn raakt hij in de ban van een dame die om hulp roept. Hierdoor verliest hij de belangen van het volk uit het oog. Niet iedereen is gelukkig en de betovering wordt verbroken, Frans wordt de stad uit gezet en gaat op zoek naar de tovenaar. Maar dan ontdekt Suske dat hij niet kan lezen hoe het verhaal eindigt, want de laatste pagina mist.
Suske en Wiske beseffen dat het een magisch boek is, want het verhaal is bij iedereen anders. Suske beseft dat tante Sidonia in beide verhalen niet genoeg aandacht kreeg. De geheimzinnige figuur probeert opnieuw te dwarsbomen. Suske besluit dat Jerom en Lambik het boek ook moeten lezen, zo kunnen ze meer aanwijzingen krijgen. Jerom begint te lezen en ziet Mimi in gevecht met een sabeltandtijger, ze zorgt voor haar zoon Gommaar. Ook komt er een sjamaan in voor, ze heet Sjamonia en ze geeft Gommaar opdrachten. Suske en Wiske gaan met de gyronef naar Amoras, maar ook daar is tante Sidonia niet. Suske, Wiske en Jerom laten zich met de teletijdmachine naar het verleden flitsen en praten met de sjamaan. Hij geeft aan dat hij nog nooit heeft gehoord van Sjamonia. Als ze terug naar het heden gaan, wordt Jerom bedwelmd door de geheimzinnige figuur. Suske kan de figuur verslaan en Jerom komt al snel weer bij, ze vinden nog een pruik en besluiten wat te gaan eten.
Dan beseft Wiske wie de geheimzinnige figuur is als ze de kaart van het restaurant onder ogen krijgt. Ze ziet dat Faro een soort Lambiek-bier is, net als Kriek en Geuze. Lambik bekend en vertelt hoe het verhaal in elkaar zit. Hij ging jaren geleden met tante Sidonia naar de Engelse kust en het werd romantisch, waarna ze zoenden. Lambik wilde niet verder en ging er vandoor. Tante Sidonia is sinds die tijd boos op hem gebleven. Toen hij hoorde over Faro, besefte Lambik dat tante Sidonia weer naar het hotel van destijds is gereisd. Lambik heeft het boek inmiddels ook gelezen en beseft dat hij een prachtige tijd had samen met tante Sidonia, hij heeft spijt van zijn gedrag. De vrienden reizen samen naar het hotel en tante Sidonia is blij hen te zien. Ze vertelt dat ze zich eenzaam voelde en vertelt dat Wiske nooit rekening met haar houdt. Suske sloot zich voor haar af en voor Jerom kon ze alleen koken of de was doen. Lambik negeerde haar ook en in het boek las ze dat hij op de vlucht was voor zijn eigen gevoelens. 
Een week later gaat Lambik naar de boekwinkel, hij wil graag wat romantische verhalen. Hij vergeet per ongeluk het boek met de witte kaft en een man is hierin geïnteresseerd.